# El Pont d'Armentera
El Pont d'Armentera är en kommun i Spanien.   Den ligger i provinsen Província de Tarragona och regionen Katalonien, i den östra delen av landet, 400 km öster om huvudstaden Madrid. Antalet invånare är 605. Arean är 21,7 kvadratkilometer. El Pont d'Armentera gränsar till Pontils, Querol, Aiguamúrcia, El Pla de Santa Maria, Cabra del Camp och Sarral. 
Terrängen i El Pont d'Armentera är kuperad norrut, men söderut är den platt.